# Prueba Villafranca de Ordizia 2024
La Prueba Villafranca de Ordizia 2024, centunesima edizione della corsa e valida come evento dell'UCI Europe Tour 2024 categoria 1.1, si svolse il 25 luglio 2024 su un percorso di 165,7 km, con partenza e arrivo a Ordizia, in Spagna. La vittoria fu appannaggio dello svizzero Jan Christen, il quale completò il percorso in 3h40'25", alla media di 45,105 km/h, precedendo l'italiano Vincenzo Albanese e lo spagnolo Pau Miquel.
Sul traguardo di Ordizia 90 ciclisti, dei 116 partiti dalla medesima località, portarono a termine la competizione.

## Squadre e corridori partecipanti
| N.    | Cod. | Squadra                |
| ----- | ---- | ---------------------- |
| 1-6   | UAD  | UAE Team Emirates      |
| 11-17 | ARK  | Arkéa-B&B Hotels       |
| 21-27 | AST  | Astana Qazaqstan Team  |
| 31-37 | COF  | Cofidis                |
| 41-47 | MOV  | Movistar Team          |
| 51-57 | JAY  | Team Jayco AlUla       |
| 61-67 | BBH  | Burgos-BH              |
| 71-77 | CJR  | Caja Rural-Seguros RGA |
| 81-87 | EUS  | Euskaltel-Euskadi      |

| N.      | Cod. | Squadra                          |
| ------- | ---- | -------------------------------- |
| 91-97   | EKP  | Equipo Kern Pharma               |
| 101-107 | LTD  | Lotto Dstny                      |
| 111-116 | Q36  | Q36.5 Pro Cycling Team           |
| 121-127 | PTK  | Team Polti Kometa                |
| 131-137 | TEN  | TotalEnergies                    |
| 141-146 | CPM  | Colombia Potencia de la Vida     |
| 151-157 | ECT  | EuroCyclingTrips                 |
| 171-177 | VSC  | Victoria Sports Pro Cycling Team |

## Ordine d'arrivo (Top 10)
| Pos. | Corridore           | Squadra    | Tempo    |
| ---- | ------------------- | ---------- | -------- |
| 1    | Jan Christen        | UAE        | 3h40'25" |
| 2    | Vincenzo Albanese   | Arkéa      | a 22"    |
| 3    | Pau Miquel          | Kern       | s.t.     |
| 4    | Thomas Silva        | Caja Rural | s.t.     |
| 5    | Ruben Guerreiro     | Movistar   | s.t.     |
| 6    | Samuele Battistella | Astana     | s.t.     |
| 7    | Gianmarco Garofoli  | Astana     | s.t.     |
| 8    | Orluis Aular        | Caja Rural | s.t.     |
| 9    | Stefano Oldani      | Cofidis    | s.t.     |
| 10   | Axel Mariault       | Cofidis    | s.t.     |